# Groeningemuseum
Groeningemuseum är ett kommunalt konstmuseum i Brygge i Belgien. 
Redan på tidigt 1700-tal grundades en akademi för konst i Brygge. Dess samlingar växte 1816 när Frankrike återlämnade krigsbyte taget under Napoleonkrigen. Bland annat förvärvade akademin då Kaniken Joris van der Paeles madonna av Jan van Eyck. År 1892 överfördes akademins samlingar till staden Brygge och 1930 öppnade museet i det hus där det även idag huserar och som ligger på platsen för det medeltida klostret Eekhout(en).

## Samlingen
I dess samlingar finns nederländsk och belgisk konst från sex århundraden, från Jan van Eyck till Marcel Broodthaers. Bland höjdpunkterna finns flamländska 1400-talskonstnärer såsom Hans Memling, Rogier van der Weyden, Hugo van der Goes, Petrus Christus och Gerard David. Från modern tid finns verk av René Magritte.

## Kronologiskt urval ur samlingen
Se även alfabetisk lista med urval ur samlingen.

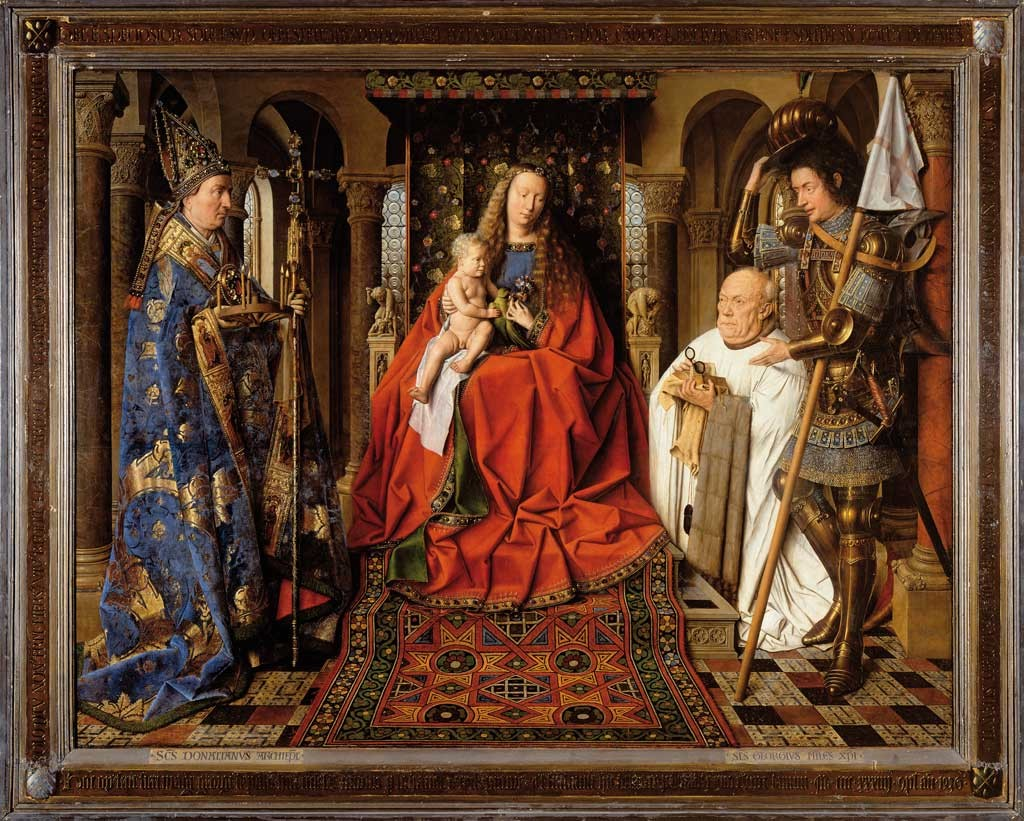
Jan van Eyck, Kaniken Joris van der Paeles madonna (1434).
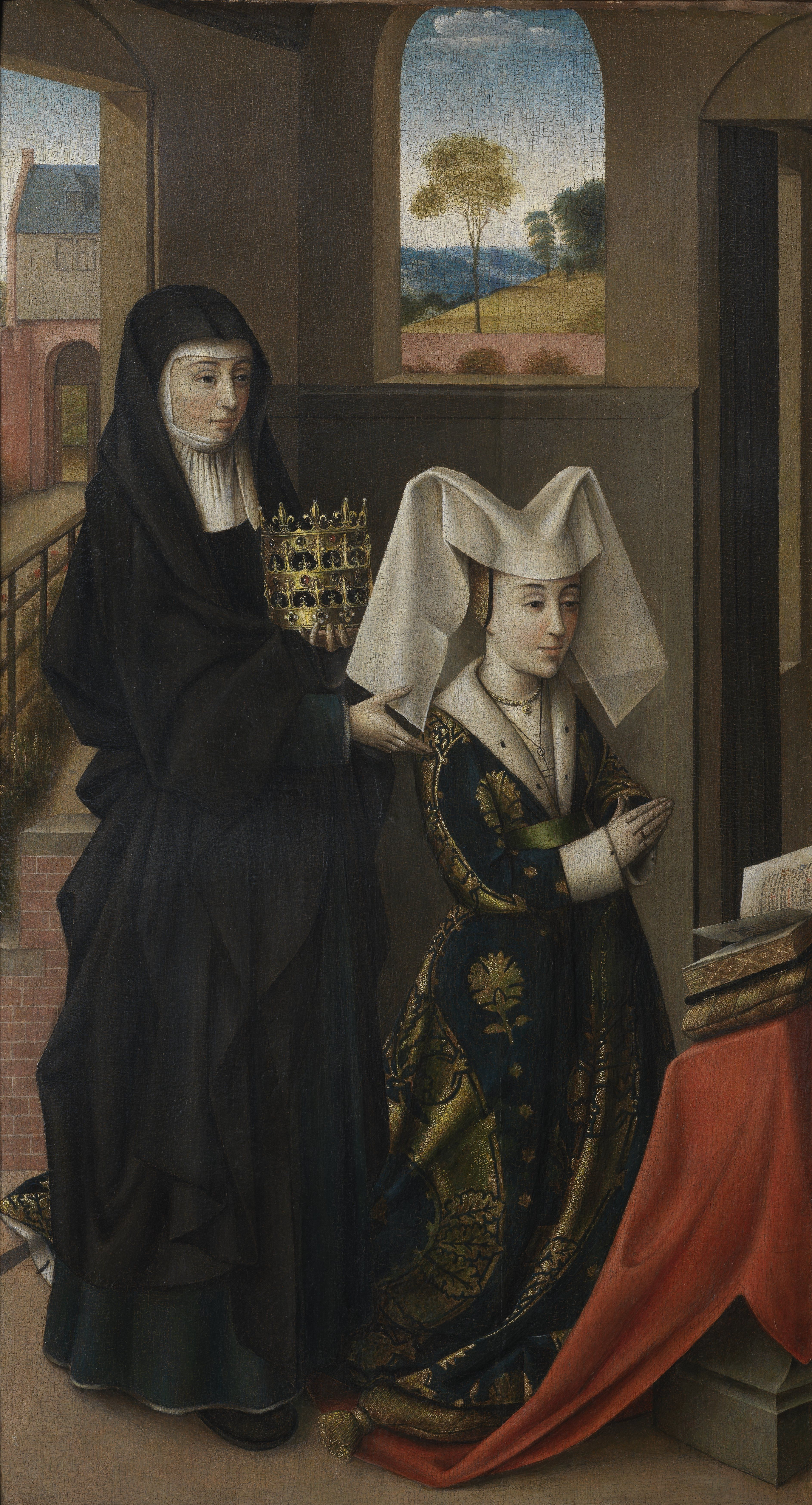
Petrus Christus, Isabella av Portugal och Elisabet av Ungern (cirka 1457–1460).
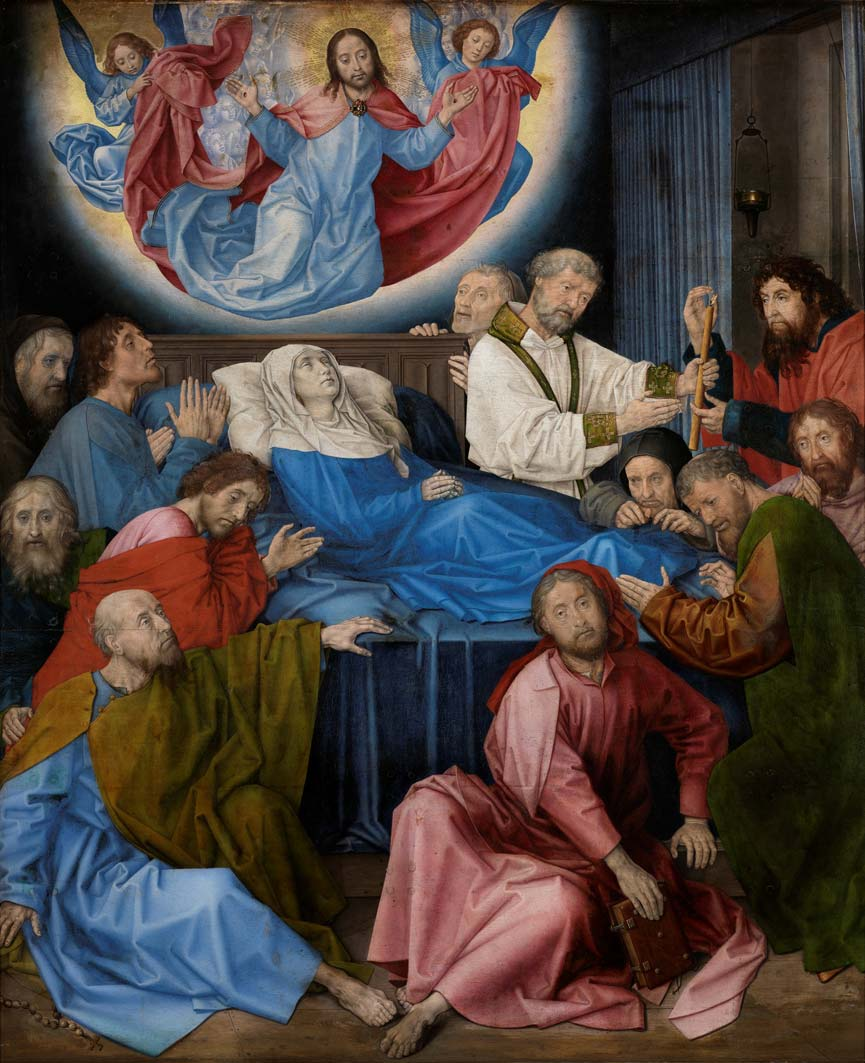
Hugo van der Goes, Jungfru Marie död (1472–1480).
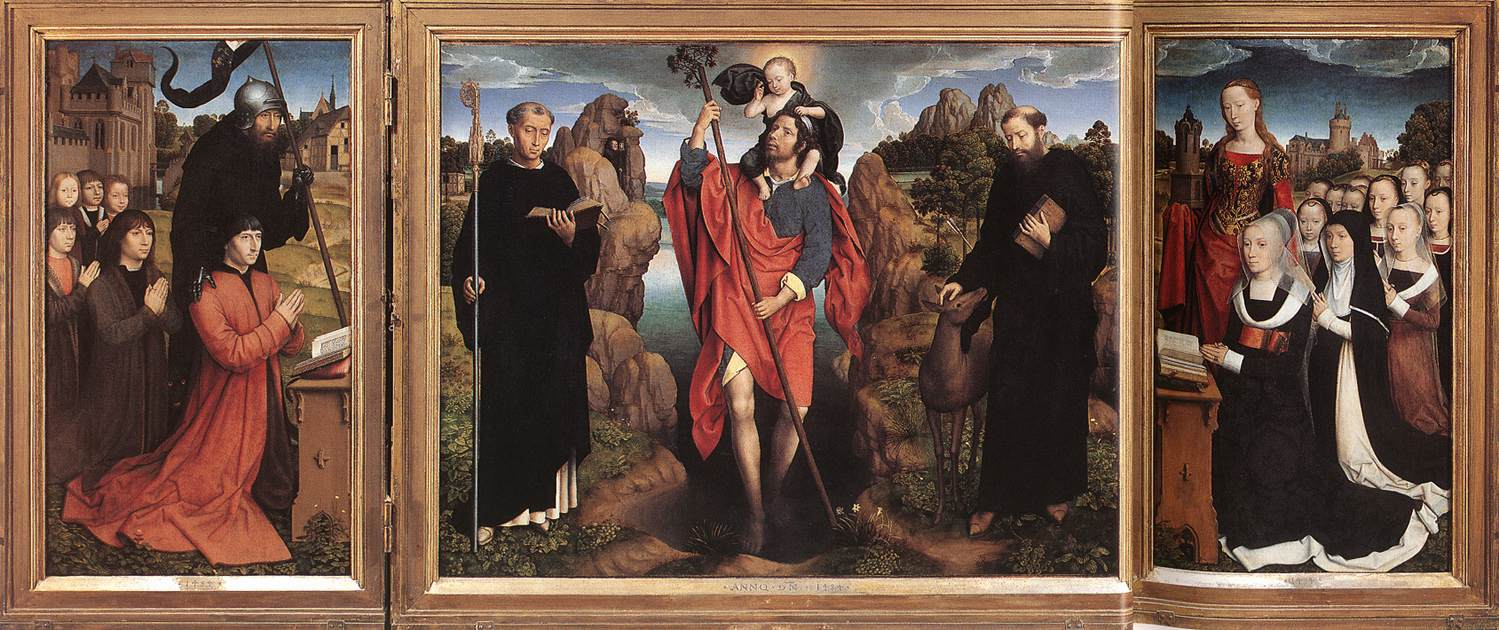
Hans Memling, Moreeltriptyken (1484).
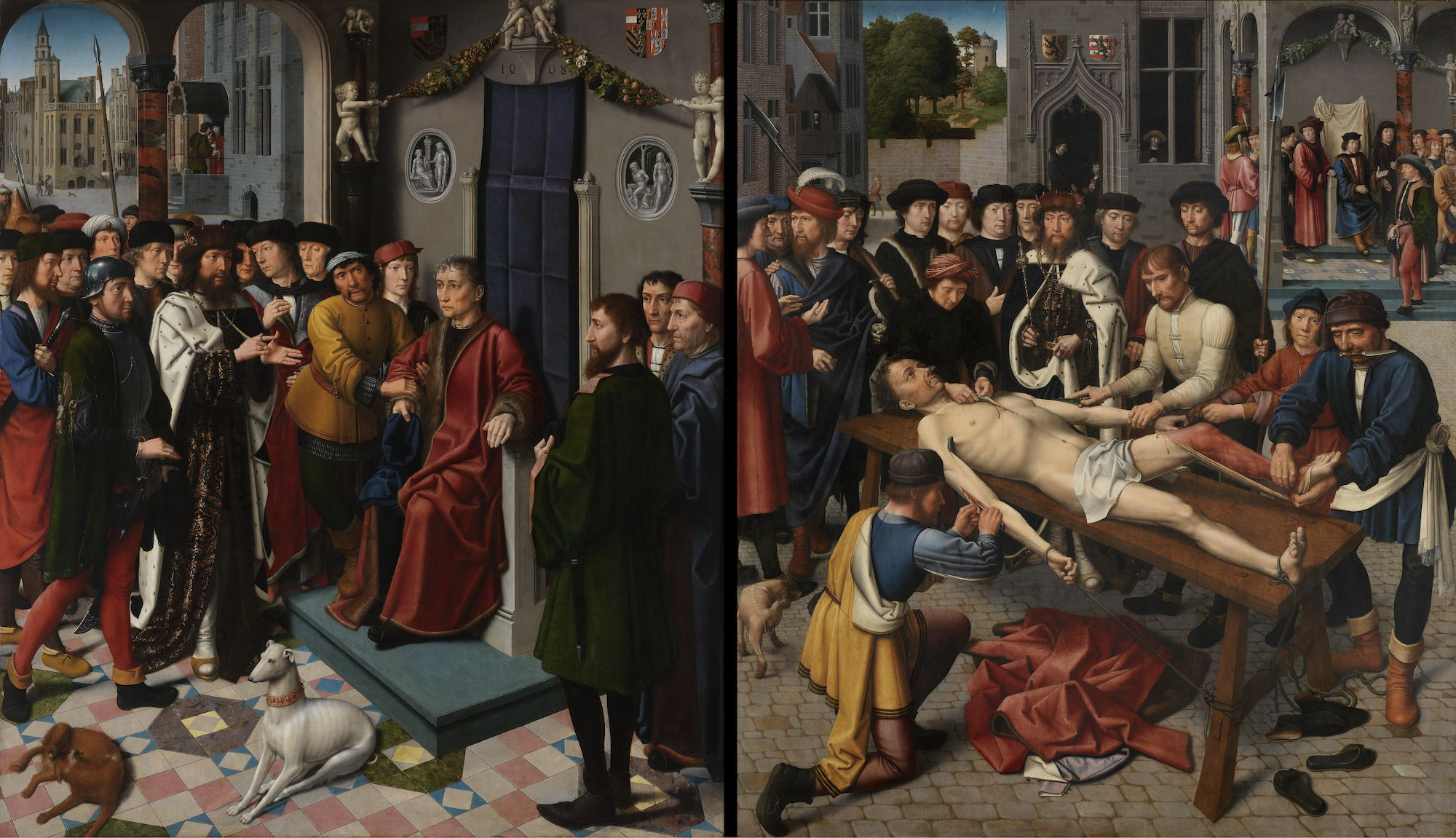
Gerard David, Kambyses dom (1498).
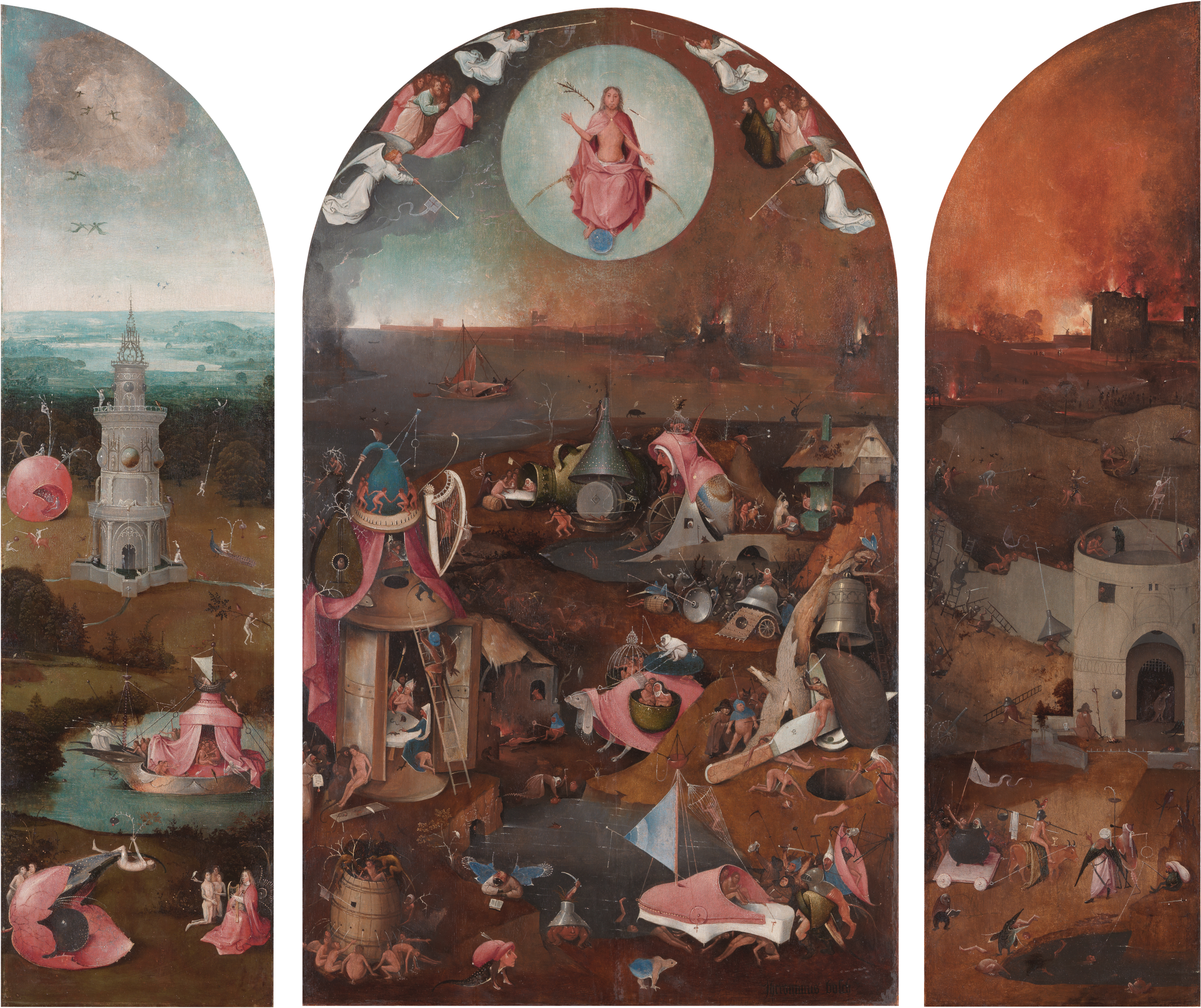
Hieronymus Boschs verkstad, Yttersta domen (cirka 1500).